# Mamestra ochracea
Mamestra ochracea är en fjärilsart som beskrevs av Tutt 1891. Mamestra ochracea ingår i släktet Mamestra och familjen nattflyn. Inga underarter finns listade i Catalogue of Life.